# Fairchild-Dornier 328JET
El Fairchild-Dornier 328JET es un avión de pasajeros regional basado en el turbohélice Dornier 328. Una variante más amplia propuesta fue el 428JET.
El 328 fue diseñada y comenzó a ser construido por la empresa alemana Dornier Luftfahrt GmbH, pero en 1996 esta firma fue adquirida por la compañía estadounidense Fairchild Aircraft. La compañía resultante, denominada Fairchild-Dornier, continuó la producción de la familia 328 en Oberpfaffenhofen, Alemania, produciéndose las ventas en San Antonio, Texas, y soportando la línea de producción desde ambas ubicaciones.

## Diseño y desarrollo
Debido a la percepción pública de ruido y flexibilidad de los turbohélices, Fairchild-Dornier desarrollo el avión en base al 328-300 turbofán, del que se vendieron 83 unidades. El 328JET utilizó el mismo diseño de cabina que el 328. Fairchild-Dornier también comenzó a diseñar el más amplio 428JET, una variante del 328JET de 44 plazas. Los planes eran que el 428JET fuese ensamblado en Israel por Israel Aerospace Industries.

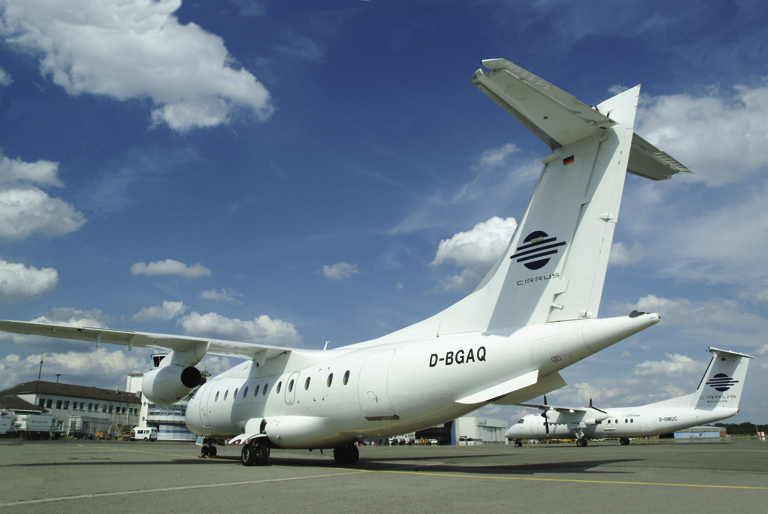
Un 328JET de Cirrus Airlines, con un DHC Dash 8 en el fondo.

El reducido éxito del 328JET hizo que Fairchild-Dornier no pudiese financiar más variantes. El 328JET fue el último avión comercial producido por la antigua Dornier antes de volverse insolvente en 2002. Tras la bancarrota de Dornier, AvCraft Aviation de Virginia adquirió los derechos del programa 328 en marzo de 2003, incluyendo el 328JET de 32 plazas y el 328 turbohélice, dieciocho 328JET en las diversas etapas del ensamblaje, y el trabajo de desarrollo del 428JET. Tras las exitosas ventas del avión, AvCraft negoció contratos con los proveedores para retomar la producción. El primer 328JET nuevo fue entregado en 2004. AvCraft también retomar la producción de este avión, a pesar de las reducidas expectativas de beneficio de sus otros proyectos, hasta que declaró la bancarrota en 2005. Los restos de la empresa fueron adquiridos y reestructurados como M7 Aerospace.

### Las secuelas de Dornier
Tras la bancarrota de Fairchild Dornier, AvCraft Aviation adquirió los derechos sobre el Dornier 328/328JET; sin embargo, esta compañía entró asimismo en bancarrota tres años más tarde. En junio de 2006, 328 Support Services GmbH adquirió el certificado de modelo para el Dornier 328. Proporciona servicios de mantenimiento, reparación y remozado a la actual flota en servicio.
En febrero de 2015, la compañía estadounidense Sierra Nevada Corporation de ingeniería adquirió a 328 Support Services GmbH. Poco después, el propietario de Sierra Nevada, el ingeniero turco-estadounidense Fatih Ozmen, fundó una corporación privada llamada Özjet Havacılık Teknolojileri A.Ş. en el Parque Tecnológico de la Universidad Bilkent, Ankara, y firmó un memorando de entendimiento con el Ministerio de Transporte de Turquía con la intención de fabricar el 328 en Ankara. En junio de 2015, el Gobierno turco lanzó el proyecto del avión regional turco TR328 y TRJ328, un modernizado 328/328JET, con turbohélices o reactores para su uso civil y militar, y un mayor TR628/TRJ-628 pronosticando un equilibrado mercado de 500-1000 aparatos de cada modelo.
Aunque estaba previsto que el primer vuelo se realizara en 2019, Turquía abandonó en programa en octubre de 2017, tras afrontar el incremento de los costes y la desconfianza en las previsiones de mercado. Teniendo fe en el mercado de menos de 40 asientos, Sierra Nevada Corporation y 328 Support Services GmbH buscaron otras formas de revivir al avión, esperando seguir a finales de 2017 o principios de 2018.
Se pueden obtener aviones mediante 328 Support Services y convertirlos para realizar misiones de transporte civil, operaciones militares, evacuación médica, carga o como utilitarios por 7 a 9 millones de dólares, incluyendo turbohélices de cero horas. Sierra Nevada Corp. planea construir un nuevo 328 alargado en Alemania.

## Variantes

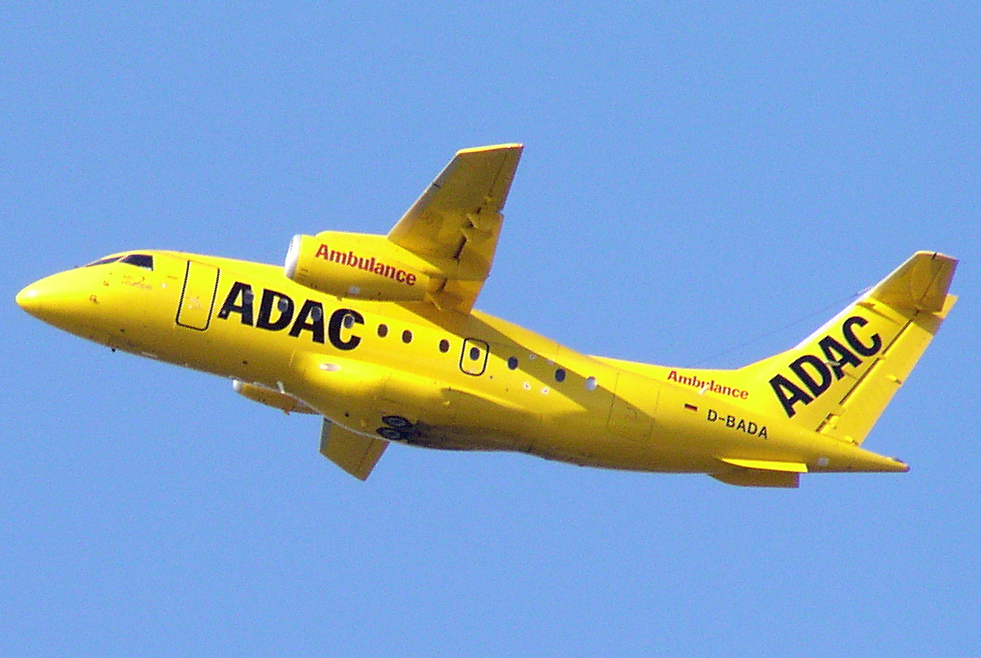
328JET de ADAC como ambulancia aérea.

- 328JET - Variante del avión turbofán conocido como el 328-300.
- Advanced Composite Cargo Aircraft - un Dornier 328J. El ACCA es un demostrador para Lockheed Martin del uso avanzado de materiales compuestos en los elementos de transporte aéreo de la USAF.

## Operadores

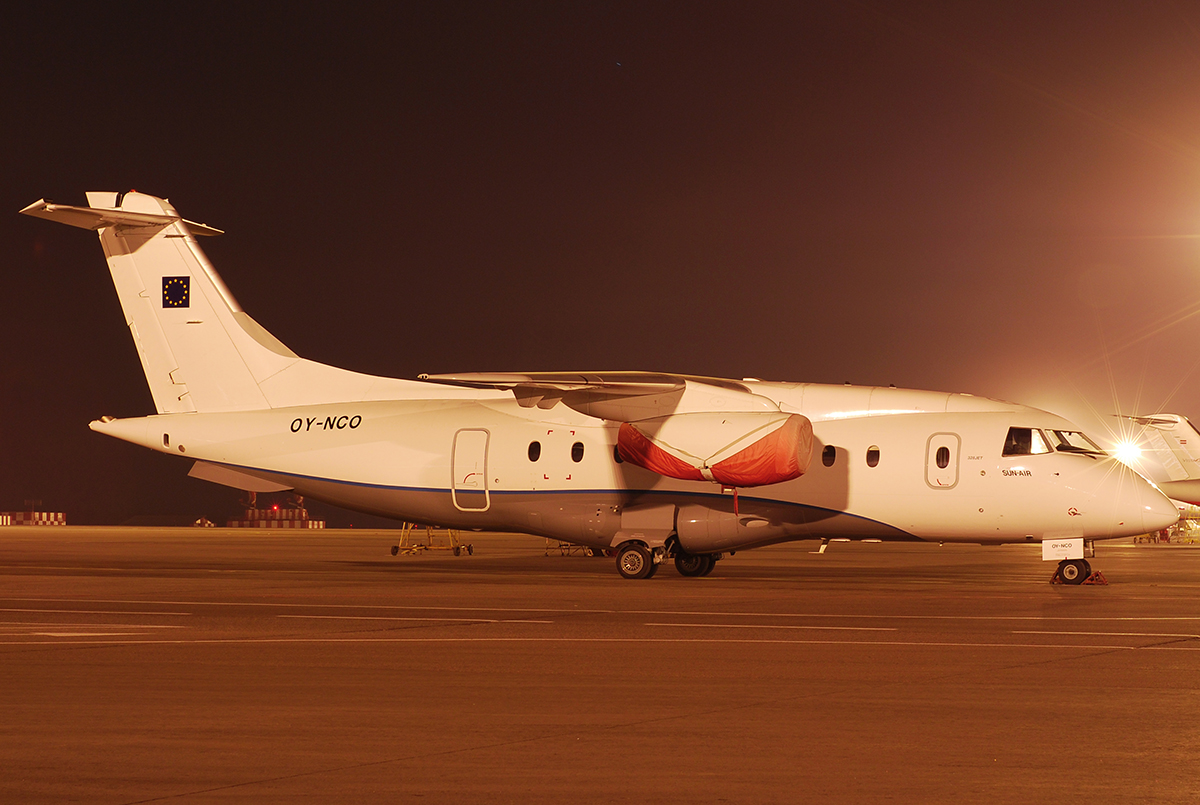
Fairchild Dornier 328JET de Sun-Air of Scandinavian

- En agosto de 2006 un total de 62 Dornier 328Jet permanecían en servicio comercial. Los principales operadores del Dornier 328Jet son: Hainan Airlines (29) y anteriormente Atlantic Coast Airlines, operado como Delta Connection (33) y Midwest Connect (12). Skyway dejó de operar con el Dornier 328Jet en abril de 2008. Otras 25 aerolíneas cuentan con aeronaves de este tipo.[14]

En 2021 solo operan 6 aerolíneas:
- Sun-Air of Scandinavia (14)[15]
- Ultimate Jetchaters (9)[16]
- Key Lime Air (7)[17]
- Taos Air (2)[18]
- Air Peace (1)[19]
- Calm Air (1)[20]

## Especificaciones (Dornier 328JET)[21]

### Características generales
- Tripulación: 3 (2 pilotos + tripulante de cabina de pasajeros)
- Capacidad: 32 a 34 pasajeros
- Carga: 3.500 kg
- Longitud: 21,28 m
- Envergadura: 20,98 m
- Altura: 7,24 m
- Peso útil: 13.070 kg
- Peso máximo al despegue: 15.660 kg
- Planta motriz: 2× Turbofán P&W PW306B.
  - Empuje normal: 26,9 kN de empuje cada uno.

### Rendimiento
- Velocidad crucero (Vc): 405 nudos (750 km/h)
- Alcance: 3.705 km (2.000 mn)
- Radio de acción: km
- Alcance en combate: km
- Techo de vuelo: 35.000 pies